# Museu do Caramulo
Le Musée de Caramulo, situé dans le village portugais de Caramulo, dans la municipalité de Tondela, district de Viseu, expose une collection inhabituelle d'objets d'art comprenant 500 pièces de peinture, sculpture, meubles, céramiques et tapisseries, allant de l'Égypte ancienne à Picasso.[1][2]
Le Musée de Caramulo, inauguré officiellement en 1959 par le Président de la République, est un musée créé et géré par des particuliers, dont la Fondation Abel et João de Lacerda est l'actuel propriétaire. Le Musée de Caramulo a été l'un des premiers musées du Portugal à être conçu et installé dans un bâtiment spécifiquement construit à cet effet avec toutes les exigences modernes de la muséologie, conçu par l'architecte Alberto da Cruz.[1]
Plus tard, un autre bâtiment a été construit à côté du premier, conçu pour exposer une centaine de voitures et motos anciennes, selon le principe que tous les véhicules pourraient facilement quitter le musée pour être exposés et conservés.[1]

## Caramulo: le village et le musée
La ville de Caramulo a été fondée en 1921, sur le versant sud de la chaîne de montagnes du même nom, à l'initiative d'un médecin, Jerónimo de Lacerda, qui, à partir de rien, a créé le plus grand sanatorium du pays et de la péninsule ibérique. Magnifique ouvrage urbain avec une infrastructure unique au Portugal à cette époque. En 1938, elle disposait déjà de l'eau courante jusqu'aux habitations, d'un réseau d'égouts urbain exemplaire et d'une station d'épuration, d'un système de collecte des ordures avec four crématoire, d'électricité produite par sa propre centrale hydroélectrique, ainsi que d'un urbanisme inhabituel, avec de larges routes avec trottoirs, des espaces verts et des jardins publics d'une beauté incomparable et à une échelle jamais vue auparavant.
C'est dans cet environnement que naissent, en 1921 et en 1923, les deux enfants du Dr. Jerónimo de Lacerda, Abel et Jean. Conscients que les progrès de la médecine dicteraient la fin de Caramulo en tant que centre de traitement, Abel, qui s'était lancé dans une carrière d'économiste, et son frère João, médecin, ont commencé la recherche d'idées qui assureraient la survie de leur terre et la poursuite du travail dont ils avaient hérité. Ils ont décidé de planifier la transformation des structures existantes en tourisme de haute altitude et de supprimer l'association à la maladie du nom Caramulo, transformant le paysage de montagne en un centre d'attraction culturelle et artistique.
C'est avec cette idée en tête qu'Abel et João de Lacerda ont fondé dans les années 1950 un musée insolite, situé sur une montagne du centre du Portugal, à la végétation luxuriante, exposé au sud, sur une vallée de 80 km de long : le panorama le plus vaste du pays.
Abel de Lacerda, passionné d'art, a construit un bâtiment avec les concepts les plus modernes de la muséologie pour exposer une collection inhabituelle d'objets d'art composée de 500 pièces de peinture, sculpture, mobilier, céramique et tapisseries, allant de l'époque romaine à Picasso.
João de Lacerda, passionné d'automobile, a construit un autre bâtiment attenant au premier, destiné à exposer 100 voitures et motos, sur le principe que tous les véhicules pouvaient être facilement retirés pour être exposés et conservés.
Avec la mort prématurée d'Abel de Lacerda en 1957, la Fondation Abel de Lacerda a été créée - aujourd'hui la Fondation Abel et João de Lacerda - propriétaire des deux musées d'Art et de l'Automobile, ouverts au public toute l'année. Plus d’un million de visiteurs sont entrés dans le musée de Caramulo au cours de ce demi-siècle.
Le bâtiment conçu par Abel Lacerda pour abriter les précieuses antiquités a été inauguré par le Président de la République en 1959 et a été l'un des premiers musées conçus et construits au Portugal, avec toutes les exigences modernes de la muséologie.

## Les fondateurs

### Abel de Lacerda (1921-1957)
Abel de Lacerda est né en 1921, issu d'une famille de médecins comprenant son arrière-grand-père, son grand-père et son père. Il choisit cependant de ne pas suivre la tradition familiale et choisit plutôt d'étudier l'économie et la finance. Son père, Jerónimo de Lacerda, fut à l'origine de la création de l'un des plus grands sanatoriums de la péninsule ibérique, à Caramulo. Cependant, la mort soudaine de Jerônimo de Lacerda en 1945 oblige Abel de Lacerda à interrompre ses études pour reprendre la gestion du projet de son père. Plus tard, il poursuit ses études en tant qu'étudiant libre.
Dès son plus jeune âge, Abel de Lacerda a montré un grand intérêt pour les arts, collectionnant des œuvres avec les ressources disponibles et établissant des contacts avec des artistes et d'autres collectionneurs. En 1953, il envisage la création d’un musée consacré aux arts visuels, en mettant particulièrement l’accent sur le rôle des collectionneurs privés. Ce projet visait à réunir une collection soignée et harmonieuse, composée d’œuvres d’art significatives.
Avec le soutien d’amis et d’autres passionnés d’art, Abel de Lacerda a réussi à réunir un ensemble d’environ 150 pièces et une centaine de personnalités associées au projet. Cet effort a abouti à une exposition organisée au Palais Foz de Lisbonne, inaugurée par le chef de l'État de l'époque, le général Craveiro Lopes, et d'autres membres du gouvernement. L’exposition a été bien accueillie et a servi de point de départ à ce qui allait devenir le Museu do Caramulo.
Abel de Lacerda a décidé d'installer le musée à Caramulo, où il a commencé à planifier et à construire les installations pour abriter la collection croissante. Il décède cependant en 1957 dans un accident avant d'avoir vu le bâtiment achevé. À cette époque, seules les fondations du premier bâtiment avaient été posées et le musée n'avait pas encore de support juridique formel.
Après sa mort en 1958, la Fondation Abel de Lacerda fut créée, qui poursuivit le projet et donna à l'initiative un statut juridique. En 1959, le Musée de Caramulo a été officiellement inauguré, avec le statut d'utilité publique. La fondation a poursuivi la vision d'Abel de Lacerda, en ajoutant une collection de grande valeur au patrimoine national.
Le musée se distingue par le fait qu'il rassemble des pièces d'art significatives, dont les célèbres tapisseries manuélines de Tournai, qui, autrement, auraient peu de chances de revenir au Portugal. Depuis sa fondation, le musée est resté fidèle aux critères de qualité et de sélection initialement établis, préservant une harmonie et une cohérence rares parmi les institutions similaires.
À ce jour, le Museu do Caramulo a reçu plus de 1,5 million de visiteurs et continue d'enrichir sa collection avec le soutien de donateurs, restant une entité indépendante fidèle à sa mission initiale.[1]

### João de Lacerda (1923-2003)
João de Lacerda est né en 1923, à Caramulo. Après avoir terminé ses études secondaires, il décide de suivre la tradition de ses ancêtres et obtient son diplôme de la Faculté de Médecine (pt) de Lisbonne.
Dès lors, il débute sa spécialisation en Pneumologie en collaborant avec des phthisiologues de renom. Après avoir terminé son stage, il a assumé le rôle de directeur clinique au Caramulo Sanatorial Resort.
Avec la mort de son frère Abel, en 1957, dans un accident tragique, dans lequel il fut lui-même grièvement blessé, il se trouva contraint de prendre en charge la gestion de la station et d'abandonner la médecine.
Depuis son enfance, il a toujours eu une passion pour la construction, fruit du soutien constant de son père, et il assume également le rôle de directeur du Conseil du Tourisme de Caramulo et promeut sans relâche la croissance et l'embellissement de sa terre, Caramulo. Il continua ainsi la grande œuvre de son père, le Dr. Jerónimo de Lacerda, qui fut un pionnier dans la création d'une ville modèle pour l'époque, avec l'eau courante dans les maisons, l'électricité provenant de son propre barrage, un système d'égouts avec ETE, un système de collecte des ordures avec four crématoire, et des jardins et espaces verts à une échelle jamais vue auparavant. On peut dire avec justice que, si Jerónimo de Lacerda a créé Caramulo, João de Lacerda lui a donné la projection qui l'a fait connaître dans le pays et à l'étranger.
Il a continué la construction du bâtiment qui abriterait le Musée de Caramulo, une idée lancée par son frère. En sa mémoire, il créa la Fondation Abel de Lacerda, qui se chargea du développement et de la préservation du musée. Contrairement à son frère, sa grande passion était les voitures, et un jour, il trouva une Ford T en très mauvais état. Il acheta et c'est ainsi qu'est née la collection de voitures du Museu do Caramulo. Perfectionniste et méticuleux, il reconstruit minutieusement les voitures qu'il acquiert, leur redonnant la grandeur et l'authenticité de l'époque où elles circulaient sur les routes de notre pays.
À la suite d'une suggestion du président Américo Tomás, lors d'une visite au Musée de Caramulo, il décide d'exposer sa collection et crée ce qui est devenu le Musée de l'Automobile de Caramulo. Initialement installé au rez-de-chaussée du bâtiment de la Fondation Abel de Lacerda, puis dans son propre bâtiment, construit à ses propres frais et avec l'aide de certaines compagnies pétrolières, il fut inauguré avec faste et circonstance en 1970 par le gouvernement.
João de Lacerda a participé à plusieurs compétitions et expositions automobiles internationales, telles que le Londres-Brighton, le Mille Miglia et le Rallye automobile Monte-Carlo, faisant ainsi la promotion de la collection et du musée à l'échelle mondiale. L'état de conservation des véhicules et leur participation à des événements prestigieux ont contribué à la reconnaissance internationale du Museu do Caramulo.[2]

## Collection d'art
Créée en 1953, à l'initiative d'Abel de Lacerda, la collection d'art du Museu do Caramulo est aujourd'hui composée de pièces de collectionneurs renommés et d'artistes contemporains tels que Salvador Dali, Pablo Picasso, Chagall, Fernand Léger et Jean Lurçat, et de peintres nationaux renommés tels que Vieira da Silva, Grão Vasco, Silva Porto, Columbano et Amadeo de Sousa Cardoso, ainsi que d'artistes flamands tels que Frei Carlos, Quinten Metsijs, Jacob Jordaens ou d'artistes français tels que Hyacinthe Rigaud, Frans Pourbus et Raoul Dufy.
La collection d'art est extrêmement riche compte tenu des différentes catégories d'objets qu'elle contient et qui couvrent une large période historique, de l'Antiquité à nos jours, dans une sélection rigoureuse.
Les salles du musée regorgent de peintures, de sculptures, de meubles, d'orfèvrerie, d'ivoire, de verre, d'émaux, de textiles et de céramiques. Dans ce dernier groupe, le goût et la technique des époques les plus diverses sont révélés, depuis les périodes Han et Tang jusqu'à un vase de Picasso, en passant par la porcelaine de Delft et de style Ming, avec un accent particulier sur la célèbre bouteille de Jorge Álvares de 1552.
Le noyau sculptural est composé de pièces d'artistes portugais tels que Salvador Barata Feyo, Canto da Maya, Leopoldo de Almeida et António Duarte, ainsi que des artistes étrangers José Cañas et José Clará.
Dans la section textile, se distinguent 4 tapisseries monumentales, commandées par le roi Manuel Ier - tissées à Tournai au premier quart du XVIe siècle. De par leur importante valeur culturelle, ces pièces constituent un moyen privilégié de comprendre le XVIe siècle, depuis les relations entre le Portugal et la Flandre jusqu'à l'influence des Découvertes sur l'art occidental.
Autres oeuvres
- Vertumne et Pomone (1638) de Jacob Jordaens (1593-1678)

## Le bâtiment
Afin d'abriter cette remarquable collection d'œuvres d'art, le bâtiment actuel du musée a été construit, conçu par l'architecte Alberto Cruz, lui fournissant toutes les exigences nécessaires à la préservation et à la valorisation des objets à exposer.
De dimensions imposantes et utilisant des matériaux régionaux, granit et schiste, dans un style néoclassique, le Musée de Caramulo a une forme quadrangulaire.
Il a été construit autour d'un cloître du XVIIIe siècle provenant du couvent franciscain de Fraga, à Sátão - qu'Abel Lacerda a acquis en 1954 et sauvé d'une destruction imminente - ce qui permet de voir l'exposition en continu.
Le cloître fut ensuite transporté à Caramulo pièce par pièce et là remonté et restauré avec la rigueur et le respect nécessaires pour la maçonnerie, les poutres et les tuiles rustiques, ces dernières, dans certains cas, échangées avec les gens des montagnes, en échange de nouvelles tuiles. Il s'agit du premier bâtiment conçu au Portugal expressément pour être un musée.

## Collection de voitures, motos et vélos
Un jour, João de Lacerda (1923-2003) trouve une Ford T en état de quasi-ferraille. La meilleure collection de voitures anciennes jamais assemblée au Portugal venait de commencer. Perfectionniste et méticuleux, il reconstruit minutieusement les voitures qu'il acquiert, leur redonnant la grandeur et l'authenticité de l'époque où elles circulaient sur les routes de notre pays.
À la suite d'une suggestion du président Américo Thomaz, lors d'une visite au Musée Caramulo, il décide d'exposer sa collection et crée ce qui est devenu le Musée de l'Automobile Caramulo, initialement installé au rez-de-chaussée du bâtiment de la Fondation Abel de Lacerda. Ainsi, en 1959, un Musée de l'Automobile est né pour la première fois au Portugal, alors qu'en Europe il n'en existait qu'un peu plus d'une douzaine.
Étant donné le succès obtenu auprès du public, João de Lacerda a prévu de construire un nouveau bâtiment adapté à un musée de l'automobile, qui répondrait, entre autres, aux exigences suivantes : avoir la capacité d'exposer 60 véhicules de manière à ce qu'ils puissent tous être facilement démontés, pour la conservation mécanique nécessaire et être ouvert à tous les collectionneurs, à l'image du Musée d'Art. Il a été construit à ses propres frais et avec l'aide de certaines compagnies pétrolières et inauguré en 1970 par le Président de la République.
Avec son énorme dynamisme, João de Lacerda emmène ses voitures participer à une centaine de courses parmi les plus célèbres et prestigieuses pour voitures classiques et de collection, telles que la Londres-Brighton, le Louis Vuitton China Run, le Rallye du Maroc, le Paris-Rouen, le Bordeaux-Paris pour les véhicules jusqu'à 1900, la Mille Miglia, le Rallye de Monte-Carlo, l'exposition de Bagatelle (Paris), etc. où il accumule récompenses et honneurs. Ses compétences de conduite et l'état impeccable de la mécanique avec laquelle il présente ses voitures lui valent, ainsi qu'au Museu do Caramulo, un énorme respect et un prestige international.
Le prestige des marques (Bugatti, Rolls Royce, Mercedes, Ferrari, Porsche, Peugeot, Lamborghini, Jaguar, Unic, Panhard, Oldsmobile, Cadillac, Darracq, Renault, Pegaso, Benz, Fiat, Citroën etc.) et le fait que tous les véhicules exposés soient en parfait état de fonctionnement, alliés à une reconstruction impeccable, ont permis au Musée de Caramulo, dans son volet automobile, d'être crédité comme l'un des plus remarquables d'Europe. Cela a été publiquement reconnu par la nomination, par la Fédération Internationale de l'Automobile, du Dr. João de Lacerda en tant que membre de son Comité Historique.
Avec cette nouvelle initiative, le Museu do Caramulo souhaite non seulement compléter ses collections existantes mais également élargir sa gamme de services éducatifs et pédagogiques, attirant ainsi de nouveaux publics.
Au 25 avril 1974, les bouleversements politiques provoqués conduisirent de nombreux collectionneurs à retirer leurs voitures, alors injustement considérées comme une manifestation du capitalisme décadent... Le Musée risquait de disparaître, mais au bout de cinq ans, avec le retour au calme politique, une partie de la collection put être reconstituée.
Ayant regagné la confiance de nombreux collectionneurs pour le transfert temporaire de leurs voitures et avec le noyau principal soigneusement conservé par la famille Lacerda, le Musée de l'Automobile de Caramulo a retrouvé le prestige dont il jouissait autrefois au niveau international, comme l'un des meilleurs d'Europe.
De nombreuses voitures actuellement exposées sont liées à l’histoire du Portugal. Dans la collection d'automobiles exposée en permanence au musée, vous pouvez voir la plus ancienne voiture encore en circulation au Portugal, la Peugeot de 1899 ; la Bugatti 35B, avec laquelle Lehrfeld a établi le record du kilomètre en 1931, à plus de 205 km/h ; la Mercedes-Benz blindée et la Cadillac qui étaient au service du Prof. Dr. Oliveira Salazar; la Pegaso Sport, offerte par le général Franco au président Craveiro Lopes ; la PIDE Chrysler Imperial qui a joué dans « L'évasion de la prison de Caxias » ; la Renault qui appartenait au conseiller João Franco ; la Rolls-Royce qui a servi la reine Elizabeth II, le président Eisenhower et le pape Jean-Paul II lors de leurs visites au Portugal ou la Fiat offerte au Dr. João de Lacerda, président du groupe Fiat.

## Festival automobile de Caramulo
Le Caramulo Motorfestival est un événement consacré aux voitures et motos classiques et sportives, qui combine la partie compétition d'un rallye et d'une rampe, avec un ensemble d'activités récréatives et touristiques, telles que la Rampe de Caramulo (Championnat Portugais de Vitesse en Montagne), la Rampe Historique de Caramulo, le Rallye Historique Luso-Caramulo, la Balade Historique Viseu-Caramulo, la Collection de Voitures, Motos, Vélos et Miniatures du Musée de Caramulo, la Foire de l'Automobilia de Caramulo (Pavillon Polyvalent), Rassemblements de Voitures et Motos Classiques à Caramulo (Clubs), Activités Récréatives de Plein Air avec la société Desafios Caramulo, aires de jeux gonflables, bars et espaces de détente avec musique tout au long de l'événement, entre autres.
Grâce à cette immense variété, le Caramulo Motorfestival est un événement destiné non seulement aux vrais passionnés de voitures et de motos, mais aussi au grand public, en particulier aux familles qui peuvent profiter d'un week-end inoubliable dans la Serra do Caramulo.
Le Caramulo Motorfestival est organisé par le Musée de Caramulo chaque année le premier week-end de septembre à Caramulo, à travers sa propre équipe, jeune, dynamique et expérimentée dans les grands événements automobiles tels que le Raid Figueira da Foz-Lisboa, le Salão Motorclássico, le Festival Historique d'Estoril ou le Circuito de Vila Real Revival.

## Salon Motorclassic
Le Motorclássico - le Salon International de Voitures et Motos Classiques, est organisé chaque année par le Museu do Caramulo au FIL, au Parque das Nações, couvrant une superficie de plus de 10 000 m² et avec une offre allant des entités commerciales et institutionnelles aux expositions thématiques.
Le salon Motorclássico est consacré exclusivement au monde des voitures et des motos classiques, avec des entités aussi variées que des stands de voitures, motos et vélos classiques, des ateliers spécialisés et des fournisseurs de pièces détachées, des entités institutionnelles telles que des musées, des clubs, des associations, des rallyes et des publications, des meubles automobiles et des objets de collection miniatures.
La mission du Motorclássico est de promouvoir et de dynamiser tout l'univers des voitures et des motos classiques, en développant son côté commercial et institutionnel.
Le salon a pris de l’ampleur d’année en année et accueille actuellement plus de 40 000 personnes à chaque édition.

## Galerie

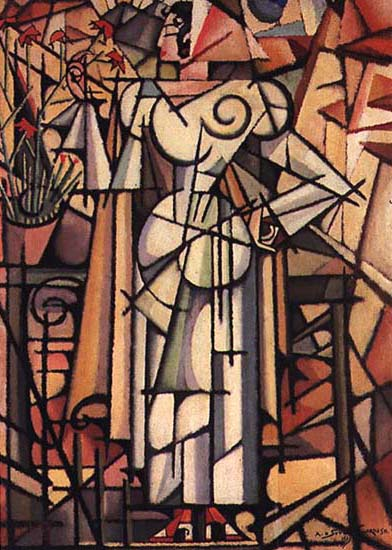
Carnation Girl (1913) par Amadeo de Souza Cardoso (1887–1918)
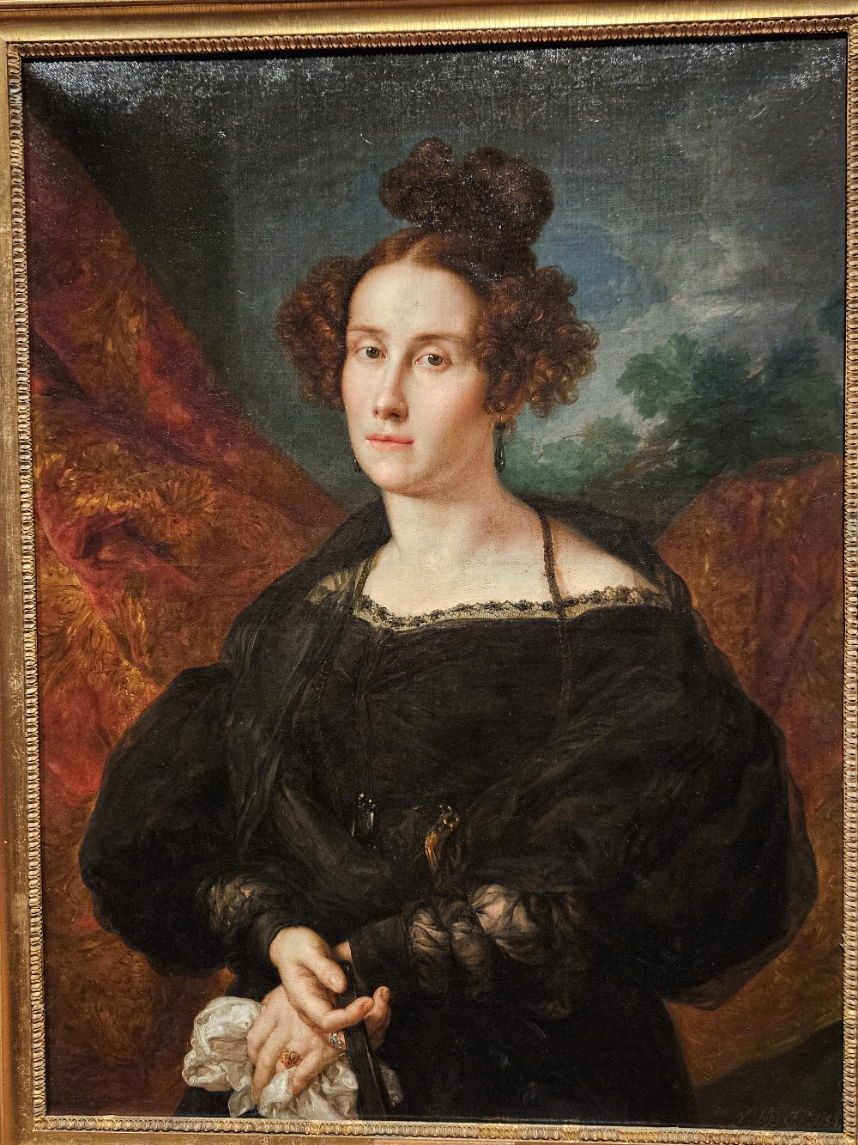
Portrait d'une dame, huile sur toile de 1834 par Vicente López y Portaña